# Bunaeopsis rosea
Bunaeopsis rosea är en fjärilsart som beskrevs av Eugène Louis Bouvier. Bunaeopsis rosea ingår i släktet Bunaeopsis och familjen påfågelsspinnare. Inga underarter finns listade i Catalogue of Life.